# Plabennec
Plabennec település Franciaországban, Finistère megyében. Lakosainak száma 8633 fő (2022. január 1.). Plabennec Loc-Brévalaire, Guipavas, Gouesnou, Kersaint-Plabennec, Bourg-Blanc, Le Drennec és Plouvien községekkel határos.

## Népesség
A település népességének változása:
| Lakosok száma | 4484 | 6435 | 6600 | 7568 | 8276 | 8326 | 8436 | 8515 | 8545 | 8633 |
|               | 1968 | 1982 | 1990 | 2006 | 2013 | 2015 | 2017 | 2019 | 2020 | 2022 |